# 蛋雕

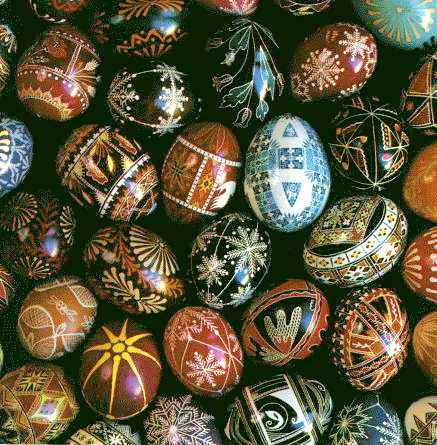
蛋雕

蛋雕是在飛禽類蛋殼上刻琢成畫，可以是壁虎蛋、鵪鶉蛋、雞蛋、鴨蛋、土雞蛋、火雞蛋、鵝蛋、孔雀蛋、鴕鳥蛋等。
因蛋殼本身是很脆弱的材質，要把它雕刻成藝術品實在是必須花費很多的精力與毅力去克服挑戰。蛋雕製作，所必備三心的基本要件：
- 靜心：把心定下來
- 耐心：不要急燥、慢工出細活
- 信心：失敗為成功之母，勝不驕敗不餒

三點要件具備，要完成蛋雕藝術就邁出第一步。
蛋雕又因為音似閩南語「丟掉」，變成一種網路流行用語。